# Denkspiele
Denkspiele (englisch brain games) kennzeichnen sich durch die vorrangige Inanspruchnahme von intellektuellen Fähigkeiten beim Spielen.

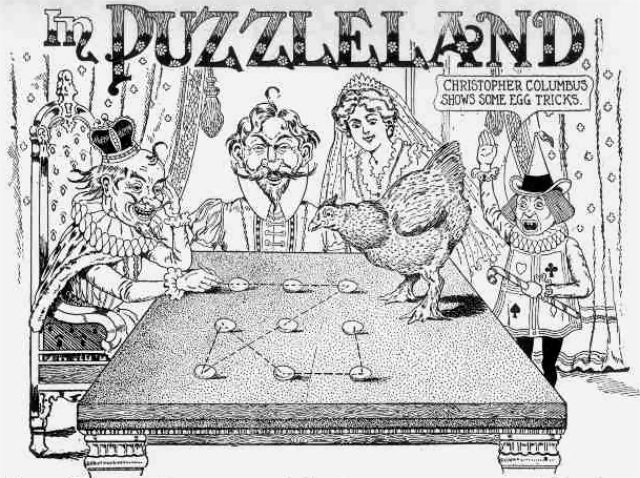
Das „Christoph-Kolumbus-Ei-Puzzle“ als intellektuelle Spielherausforderung (aus: Sam Loyd, Cyclopedia of Puzzles, 1914)

## Charakter
Der Denkspiele bestimmende Spielgedanke drückt sich bereits in der Bezeichnung der Spielgattung aus: Es geht um die Beanspruchung des Verstandes, des Denkvermögens und um rational fordernde Problemlösungen, die mit unterschiedlichen geistigen Potenzen zu bewältigen sind. Sie unterscheiden sich insofern von Spielen, bei denen das Glück oder der Zufall eine dominierende Rolle haben. Die kognitiv ausgerichtete Spielweise kennzeichnet den eher beschaulichen, ernsten, konzentrierten Charakter dieser Kategorie von Spielen. Es handelt sich meist um Indoor-Spiele, die sich als Individualspiele, aber auch als Partner- oder als Gruppenspiele, in meditativer Form oder als Wettkampf, austragen lassen. Denkspiele werden von der Spieleindustrie heute nicht nur in materialer, sondern in großer Zahl auch in digitaler Form als Video- und Computerspiele angeboten.
Denkspiele weisen eine große Vielfalt auf. Sie können das Gedächtnis oder das Kombinationsvermögen, die Abstraktionsfähigkeit, das analytische oder das programmatische, logisches oder vernetztes Denken betreffen. Denkspiele können sich auf Zeichen, Bilder, Zahlen, Buchstaben oder Wörter beziehen und als Rätsel-, Puzzle- oder Denksportaufgaben darstellen. Sie präsentieren sich als Brettspiele, Kartenspiele, Legespiele, Gedächtnisspiele und in vielen weiteren Formen. Sie können sich auf unterschiedlichen Fachgebieten mit mathematischen, sprachlichen, technischen, sportlichen, physikalischen, biologischen, lebenskundlichen oder strategischen Fragestellungen befassen.

## Historisches
Denkspiele gibt es seit alters in allen Kulturen der Welt. Dasselbe Spiel oder seine Modifikationen nehmen dabei häufig unterschiedliche Namen an. So findet sich das ursprünglich aus Frankreich stammende Spiel „Patience“ (Geduld) beispielsweise in Polen oder den Niederlanden unter der Bezeichnung „Pasjans“, in den USA unter den Namensgebungen „Solitaire“ und „Klondike“, in China als „Mah-Jongg-Solitaire“ wieder. Es verbreitete sich weltweit sehr schnell auch im Internet und als Computerspiel, nachdem Microsoft es, etwa in der Variante „Solitär“ (einsam), als Standardausstattung in seinem Betriebssystem mitlieferte. Viele der alten Denkspiele sind heute in Vergessenheit geraten und müssen oft erst wiederentdeckt werden. So sammelte beispielsweise bereits 1283 Alfons X. von Kastilien in seinem berühmten Libro de los juegos („Buch der Spiele“) auch die bis dahin bekannten Denk- und Strategiespiele u. a. mit über hundert Aufgaben zum Schachspiel. So ließ schon 1535 der französischen Dichter François Rabelais den Riesen Gargantua in seinem gleichnamigen Romanzyklus das Denk- und Kombinationsvermögen fordernde Spiele wie „Beruferaten“, „Dame“, „Schach“ oder „Mühle“ spielen.

## Zielprojektionen
Einfache Denk- und Ratespiele lassen sich in geselliger Runde zum bloßen Vergnügen und Zeitvertreib organisieren. Sie bringen Ruhe, Besinnlichkeit und Konzentration in einen turbulenten Kindergeburtstag oder sind geeignet, die nicht so bewegungsfreudigen Kinder in anderer Weise anregend zu beschäftigen. Durch ihre Attraktivität, große Spannweite und Vielfalt haben sich die Denkspiele ihren Platz in meditativ orientierten Spielkreisen und bei familiären Spielabenden erobert, wie das umfangreiche kommerzielle Spieleangebot in Literatur und Internet nahelegt.
Auf der anderen Seite haben sie aber auch als sogenannte Didaktische Spiele ihre feste Verankerung im Spielen des Schulunterrichts, vor allem der jüngeren Jahrgänge, gefunden. Sie lassen sich bereits ab dem Vor- und Grundschulalter methodisch, als „Lernspiele“, etwa zur Förderung des logischen Denkvermögens, der Merkfähigkeit oder Aufmerksamkeitssteigerung einsetzen.
Die Beschäftigung mit Denkspielen kann schließlich aber auch auf einer noch höheren Anspruchsstufe dazu leiten, die intellektuellen Fähigkeiten nicht nur dazu einzusetzen, vorgegebene Aufgaben zu bewältigen und spielimmanente Problemlösungen zu finden, sondern sogar kreativ tätig zu werden, indem alte Spiele nicht nur wiederentdeckt, sondern auch neu gestaltet, in ihrem Regelwerk modifiziert oder gar völlig neu „erfunden“ werden. Denkspiele können zu einem grundsätzlichen Nachdenken über Spiele führen. Zu dieser Leistung sind bei einer sachkundigen Anleitung bereits Grundschulkinder in der Lage.

## Spielbereiche

### Gedächtnisspiele
Merk- oder Gedächtnisspiele fordern die Gedächtnisleistung. Dem verbreiteten, bereits ab vier Jahren spielbaren Gesellschaftsspiel Memory liegt die Spielidee zugrunde, aus verdeckt liegenden Bildkarten gleiche Paare zu finden. Es lässt sich in seinen Ansprüchen bis zum Turniersport steigern. Diese 1959 auf den Markt gekommene Form der sogenannten Pairsspiele hatte historisch schon zahlreiche Vorgänger, etwa das in Japan seit dem 12. Jahrhundert als Kai-Awase (貝合わせ, deutsch „Muscheln zusammenfügen“) bekannte Gedächtnisspiel, das mit zueinander passenden Muschelformen spielte oder das aus dem England des 19. Jahrhunderts stammende „Pelmanism“. Entscheidend für den Spielerfolg ist, sich merken zu können, wo die einzelnen Bilder oder Symbole verdeckt liegen. Aufgrund ihres guten Kurzzeit-Gedächtnisses haben auch Kinder gute Chancen, bei diesem Spiel mit Erwachsenen mithalten zu können.

### Ratespiele
Ratespiele, die häufig auch unter der Bezeichnung Quizspiele firmieren, stellen in erster Linie Anforderungen an das Wissen und/oder die Kombinationsgabe. Sie können sich in Einzelwettkämpfen, aber auch in Gruppengemeinschaften realisieren und erreichen von einfachen Kinderspielen bis zu Unterhaltungssendungen mit Erwachsenen in Hörfunk und Fernsehen alle Bevölkerungskreise. Da das faktische Wissen in der Regel nicht ausreicht, werden öffentliche Ratespiele fast immer nach dem Multiple-Choice-Verfahren gespielt, bei dem die möglichen richtigen Antworten schon vorgegeben sind und nur noch zutreffend ausgewählt, d. h. „erraten“, werden müssen. In Großbritannien und anderen Ländern wie Deutschland erfreut sich das Ratespiel als sogenannter Pubquiz (deutsch „Kneipen-Quiz“), zu dem sich interessierte Zirkel sogar in „Quizligen“ zusammenschließen und in Gaststätten treffen, zunehmender Beliebtheit.
Ratespiele wie „Ich sehe was, das du nicht siehst“, bei dem Farben, Formen, Gegenstände erraten werden, sind bereits im Vorschulalter möglich. Grundschüler spielen das „Teekesselchen“, bei dem in einem Frage- und Antwortspiel Begriffe mit unterschiedlichen Bedeutungen herausgefunden werden müssen, wie „Schloss“ als Türschloss und Königsschloss, „Pony“ als Haarfransen und kleines Pferd. Dabei sind Sprachkompetenz und der Wortschatz gefragt. Das Abstraktionsvermögen fordern uralte Spiele wie das „Beruferaten“ oder das „Personenraten“ (Wer bin ich), aber auch Rätselspiele mit Fragen wie „Was hat vier Füße und kann trotzdem nicht gehen?“ (ein Stuhl) oder „Was ist schwerer, ein Kilogramm Blei oder ein Kilogramm Federn?“ Sie können sich als Texträtsel, als Zahlenrätsel, als Bilderrätsel, als Geräuschrätsel und in vielen weiteren Formen präsentieren.
Knobelspiele beanspruchen meist das technische oder räumliche Denkvermögen und die praktische Intelligenz zur Lösung eines entsprechenden Problems, wie etwa das aus China stammende Tangram, ein Legespiel vermutlich der Tang-Dynastie, das in seiner Einführungszeit in Europa um 1813 auch unter den Namen „Kopfzerbrecher“ oder „Nussknacker“ Verbreitung fand.

### Strategiespiele
Bei den Strategiespielen geht es um das rationale, verstandesgelenkte Planen von Entscheidungen und Handlungen. Zufallselemente wie in Glücksspielen werden nach Möglichkeit eliminiert. Das Spielgeschehen soll in seinen Auswirkungen weitestgehend berechenbar werden.
Das Mühlespiel ist eines der ältesten Strategiespiele, älter als das Schachspiel. Der älteste bekannte Mühlespielplan von 1400 v. Chr. wurde in Ägypten auf einer Dachplatte des Tempels von Kurna entdeckt. Auch im alten Rom war Mühle ein sehr beliebtes Spiel, das die Römer in zwei Varianten, der Mola (Große Mühle) und der Mola rotunda (Kreismühle), kannten. Am Forum Romanum in Rom findet sich ein Spielbrett auf den Treppenstufen der Basilica Iulia. Im Mittelalter wurde auf der fränkischen Burgruine Teufelsstein ein noch heute erkennbarer Spielplan in den Fels geritzt. Und im Libro de los juegos, der Spielesammlung von Alfons X. von Kastilien aus dem 13. Jahrhundert, findet sich eine farbige Illustration des Mühlespiels.

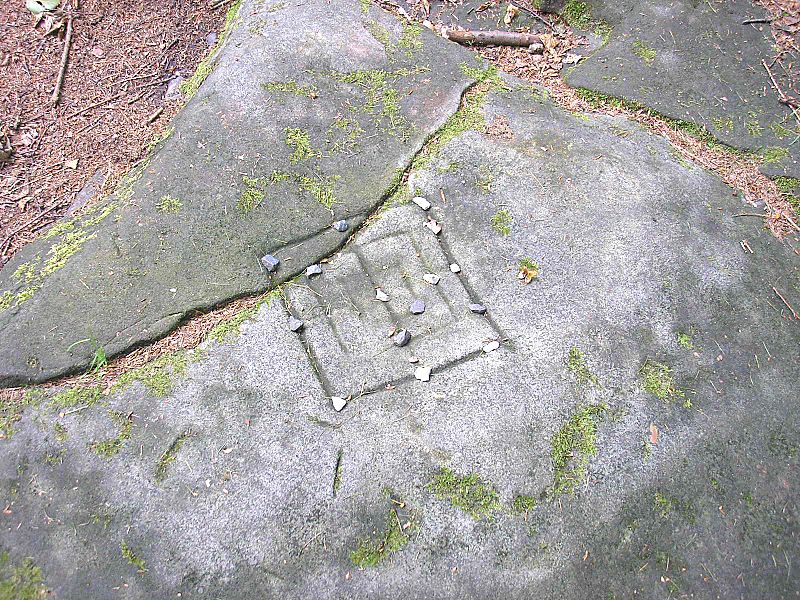
Mittelalterlicher Mühle-Spielplan auf der Felsenburg Teufelsstein

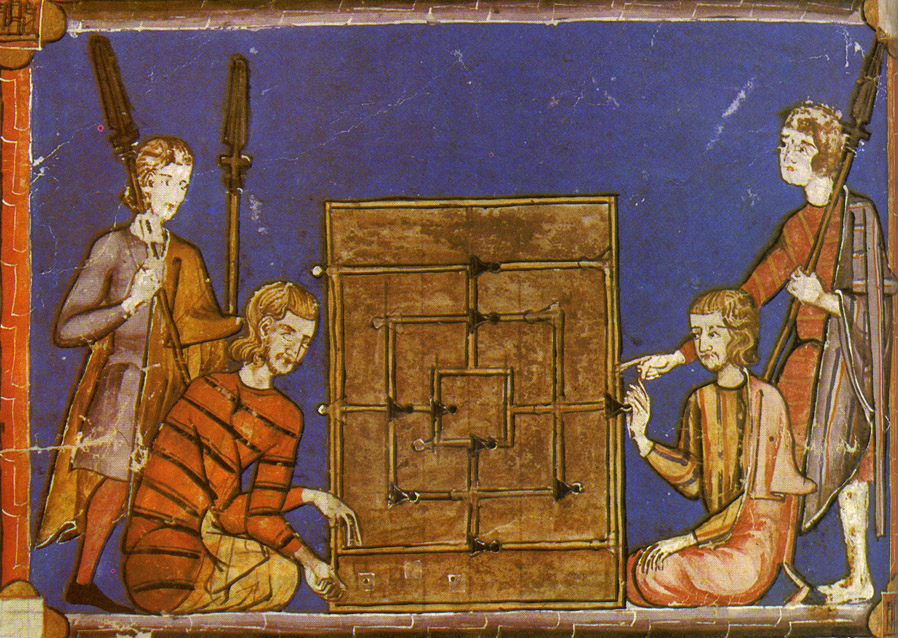
Illustration des Mühlespiels im Libro de los juegos (13. Jahrhundert)

Ein strategisches Ziel der Mühlespielenden ist es, durch überlegtes Setzen der Steine eine „Zentrumsmühle“ zu bilden oder den Spielgegner durch eine „Doppelmühle“, von der die sprichwörtliche Bezeichnung „Zwickmühle“ stammt, in eine ausweglose Situation zu manövrieren.

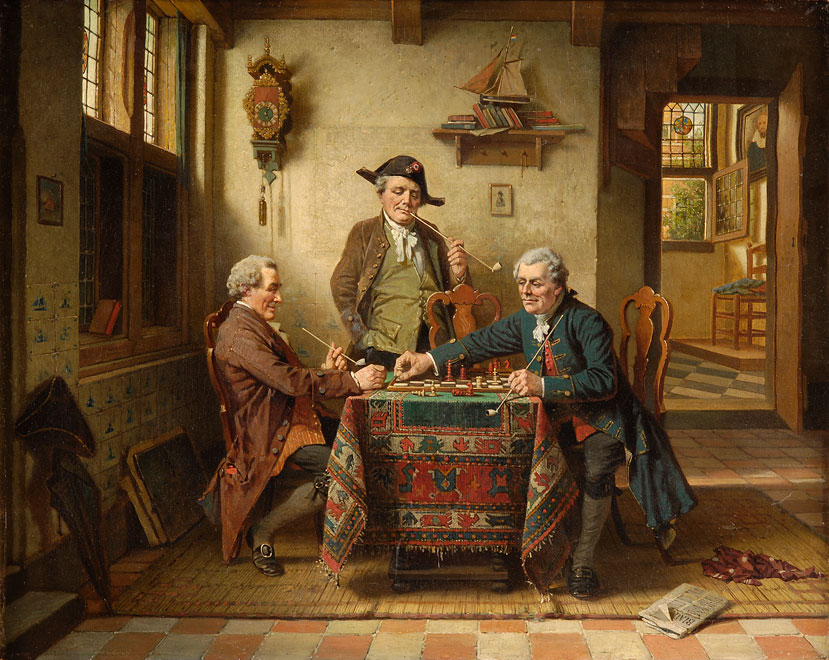
Schachpartie, Gemälde von Charles Webb, 19. Jahrhundert

Beim Schachspiel, das sich, ursprünglich aus Indien kommend, bereits seit dem 13. Jahrhundert in Europa durchsetzte, geht es darum, den Spielgegner schachmatt zu setzen, d. h. seine Hauptfigur, den König, inmitten seiner Armee durch geschickte Schachzüge so einzukesseln, dass er bewegungsunfähig ist. Die Technik entwickelte dazu inzwischen sogar leistungsfähige sogenannte Schachcomputer, denen es 1996 erstmals gelang, einen amtierenden Schachweltmeister (Garri Kasparow) zu schlagen.

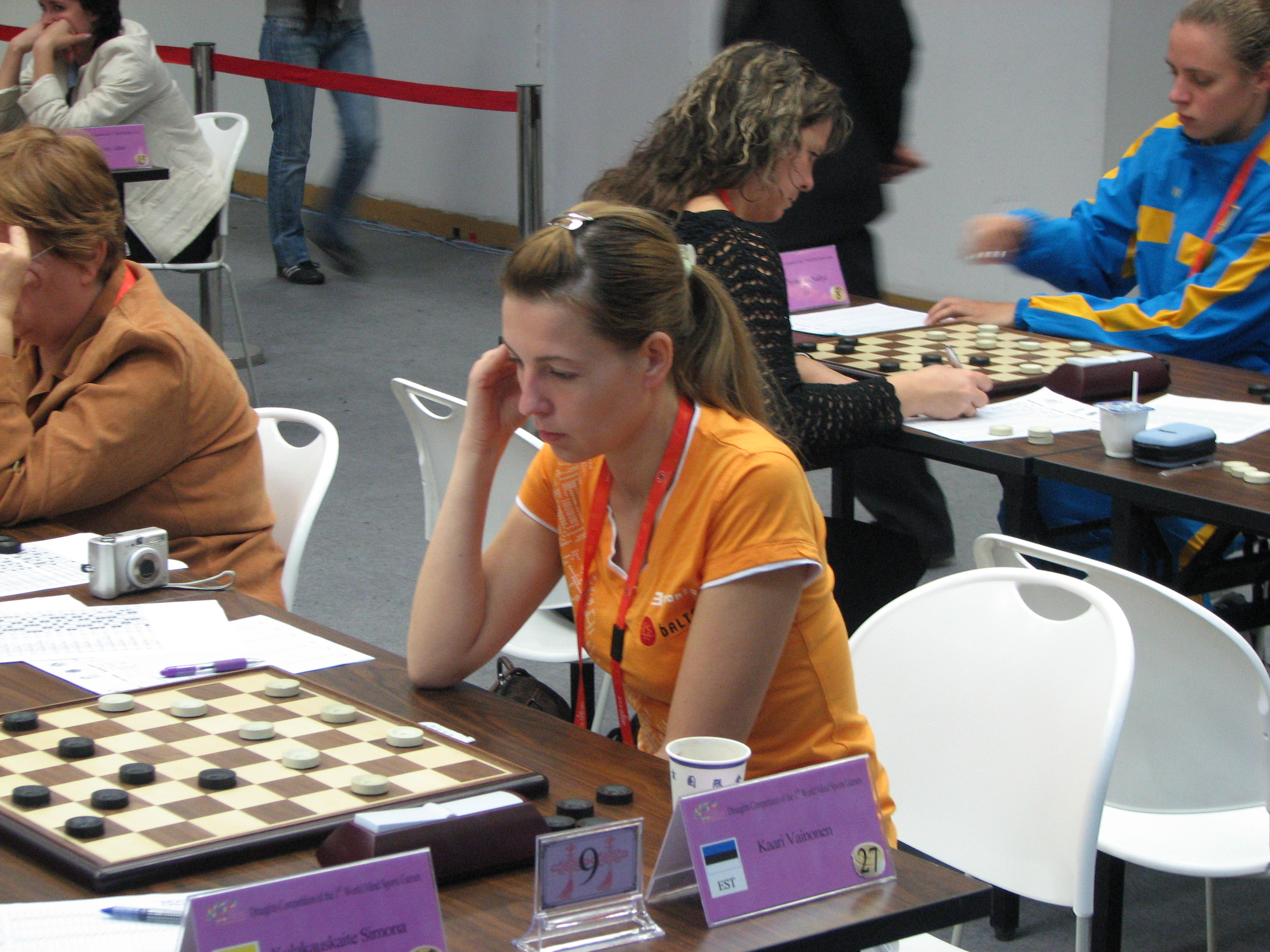
Dame-Spielerin im Wettkampf 2008

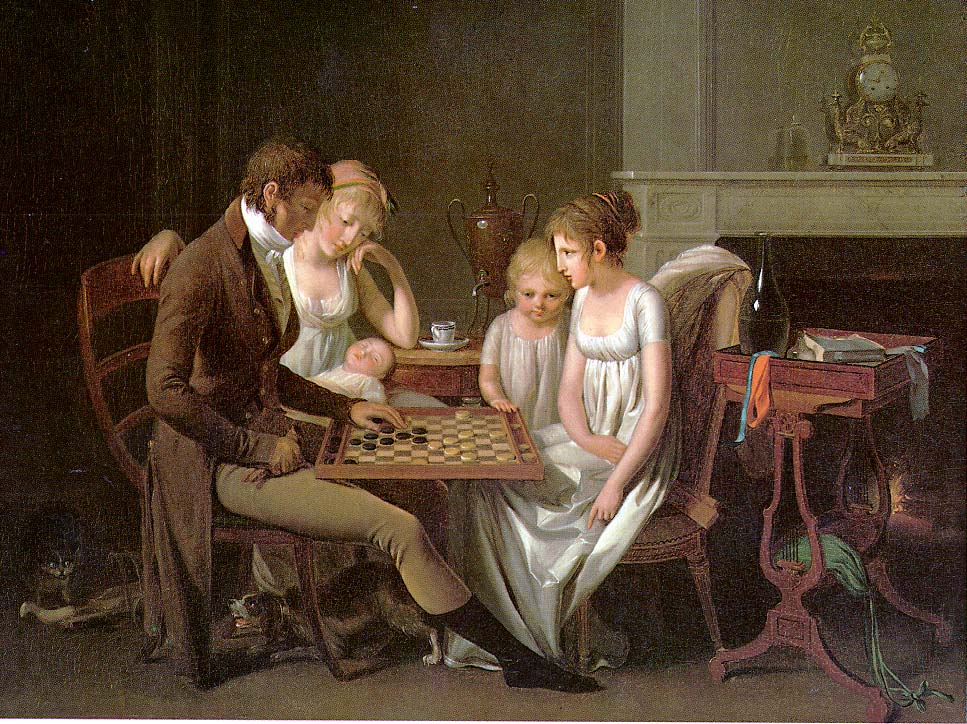
Louis-Léopold Boilly: Das Damespiel (Ölbild von 1803)

Auch das vermutlich im 10. Jahrhundert entstandene, auf dem Schachbrett gespielte Damespiel ist ebenfalls ein strategisches Brettspiel, bei dem es darum geht, vorausdenkend Strategien zu entwickeln, dem Gegenspieler alle Zugmöglichkeiten seiner Steine zu nehmen, d. h. diese entweder zu schlagen oder zu blockieren. Das Damespiel etablierte sich 1952 bereits als eines der ersten Spielprogramme für Computer und avancierte in Russland sogar zum Profisport.

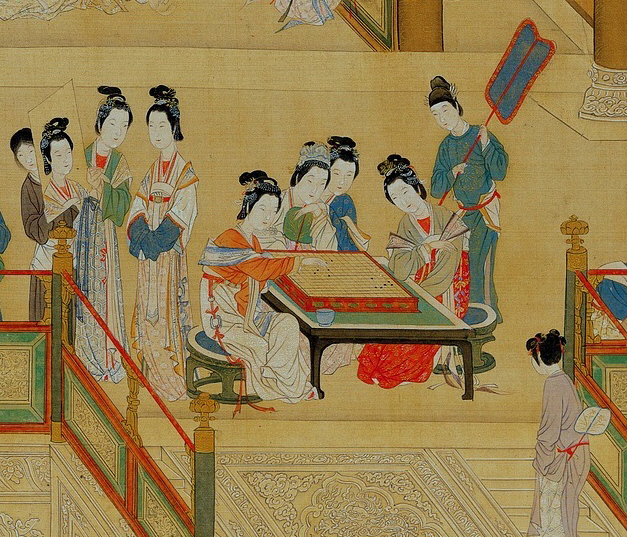
Go-Spieler am chinesischen Kaiserhof (Ming-Zeit, 16. Jahrh.)

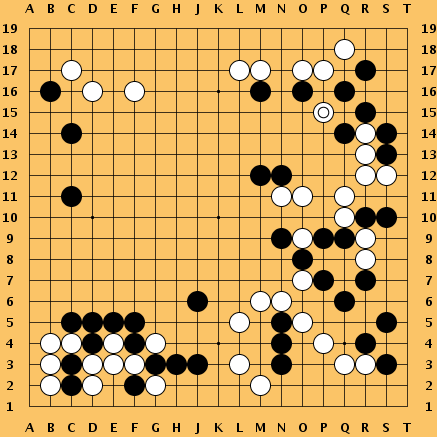
Spielfeld einer Go-Partie

Beim ursprünglich aus dem Kaiserreich China stammenden Go-Spiel versuchen zwei Feldherrn, mit linsenförmigen Steinen auf einem Spielfeld herrenloses Gebiet im Kampf untereinander aufzuteilen. Es geht darum, das eigene Herrschaftsgebiet möglichst groß zu gestalten, beim Gegner Gefangene zu machen und dabei sowohl die einzelnen Spielzüge als auch das Gesamtgeschehen stets im Auge zu behalten.

### Konfliktsimulationsspiele
Konfliktsimulationsspiele stellen reale oder fiktive, historische oder futuristische militärische Konstellationen auf dem Spielbrett dar. Es geht um eine taktische und strategische Auseinandersetzung mit kriegerischen Gegebenheiten und ihrer optimalen Lösung. Militärische Simulationen, die fachsprachlich als „militärische Planspiele“, umgangssprachlich als „Sandkastenspiele“ bezeichnet, die gern zu Manöverplanungen des Generalstabs und auch zur Ausbildung von Soldaten eingesetzt werden, erregen immer wieder den Unmut und die Abwehr der Gegner aller kriegsähnlichen Spiele. Dabei wird häufig übersehen, dass z. B. auch das historische Schachspiel zu diesem Genre zählt.

Landnahmespiel (Brettspiel 1957)

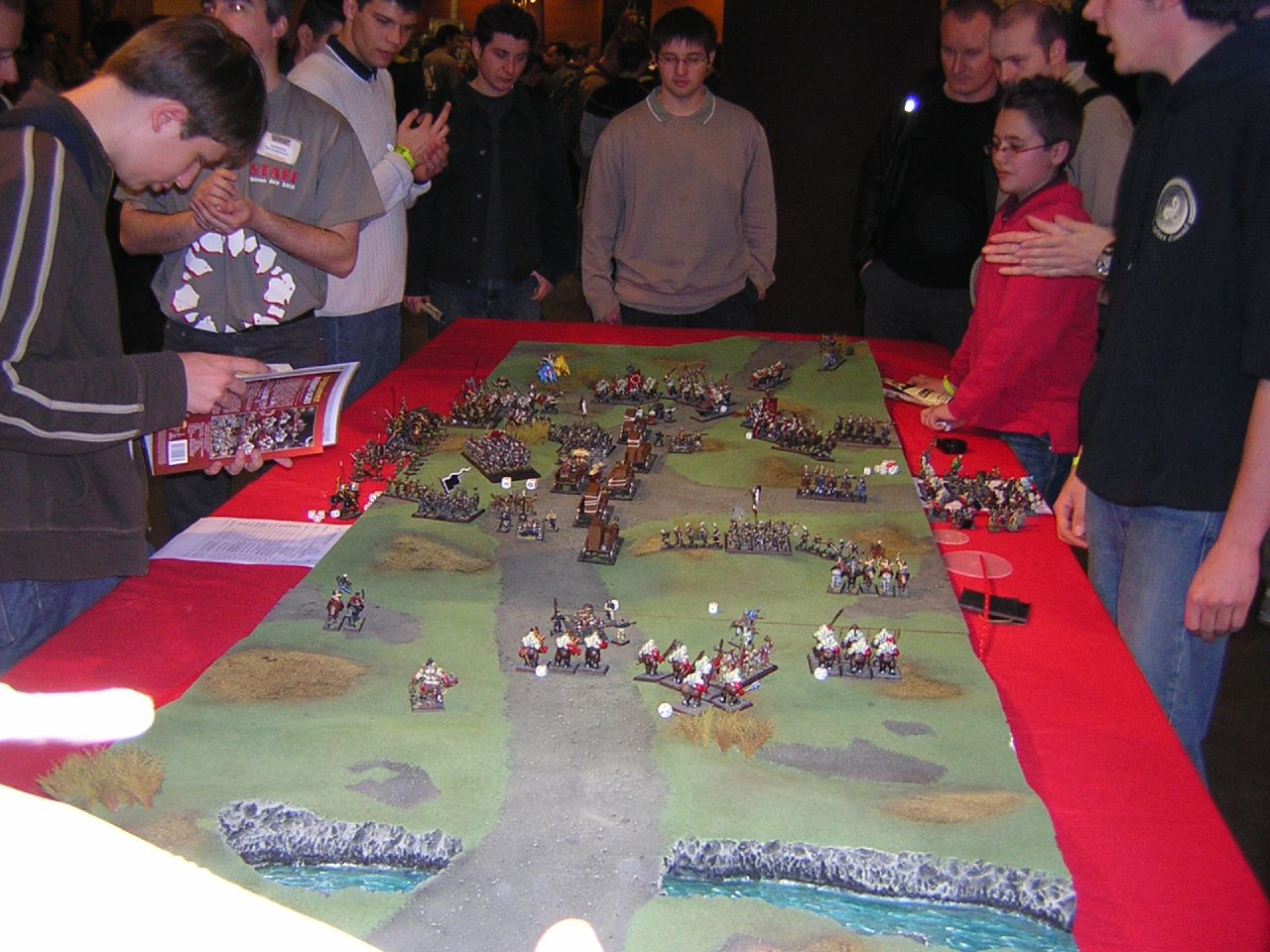
Tabletop-Spielfeld (Warhammer) mit Fantasie-Armeen

Der Begriff Konfliktsimulationsspiel und seine Abkürzung Cosim, deutlicher noch der Begriff „Kriegsspiele“, haben vor allem in Deutschland meist dann mit einem schlechten Image zu kämpfen, wenn sie erkennbar mit dem Wort „Krieg“ und der Vorstellung von dessen „blutiger“ Realität assoziiert werden bzw. je gegenwartsnäher und realistischer sich das Spiel präsentiert. Fehlt dieser offensichtliche (oder nicht erkannte) Bezug, wie etwa beim Schachspiel oder bei historischen Ritterspielen, verblasst die Ablehnungsbereitschaft rapide oder verschwindet ganz. Die seriösen Medien gehen daher inzwischen sachlicher, differenzierter und reflektierter an die Beurteilung dieses Spielgenres, auch in Kenntnisnahme der Unterschiede zwischen Realität und Fiktion im Spielgeschehen und der Ergebnisse der Transferforschung.

## Einzelbelege
1. ↑  Stichwort Denkspiele
2. ↑  Eugen Oker (Bearbeiter): Denkspiele der Welt. Hugendubel. München 1994.
3. ↑  Regionalia Verlag (Hrsg.): Allerley Knobeley: Mittelalterliche Denk- und Ratespiele. 2. Auflage. Regionalia Verlag. Rheinbach 2013.
4. ↑  Das Buch der Spiele. Alfons X. "der Weise", übersetzt und kommentiert von Ulrich Schädler und Ricardo Calvo. Lit. Wien 2009.
5. ↑  Wolf Steinsieck: Gargantua. Pantagruel. Reclam. Stuttgart 2013.
6. ↑  Alexandra Lenhard, Wolfgang Lenhard, Karl J. Klauer: Denkspiele mit Elfe und Mathis. Hogrefe. Göttingen 2012.
7. ↑  Siegbert A. Warwitz, Anita Rudolf: Spielend Probleme lösen – Denkspiele. In: Dies.: Vom Sinn des Spielens. Reflexionen und Spielideen. 5. Auflage. Schneider Verlag. Baltmannsweiler 2021. S. 69–75.
8. ↑  Ines Moser-Will, Ingrid Grube: Denkspiele - Fitnessübungen für helle Köpfe. Goldmann. München 2011.
9. ↑  Siegbert A. Warwitz, Anita Rudolf: Die Entwicklung eines Spiels aus einer Spielidee. In: Dies.: Vom Sinn des Spielens. Reflexionen und Spielideen. 5. Auflage. Schneider Verlag. Baltmannsweiler 2021. S. 161–167.
10. ↑  Erwin Glonnegger: Das Spiele-Buch: Brett- und Legespiele aus aller Welt; Herkunft, Regeln und Geschichte. Drei-Magier-Verlag, Uehlfeld 1999.
11. ↑  Ratespiele als Renner in Bremer Lokalen
12. ↑  Joost Elffers: Tangram. Das alte chinesische Formenspiel – Het oude Chinese vormenspel. DuMont Buchverlag, Köln 1978.
13. ↑  Schürmann, Hans, Nüscheler, Manfred: So gewinnt man Mühle. Otto Maier Verlag. Ravensburg 1980. S. 4.
14. ↑  Robert Wolf: Konfliktsimulations- und Rollenspiele. DuMont Taschenbücher. Köln 1988.
15. ↑  Spielzeugwaffen sind weniger schlimm als ihr Ruf.